# Gonatocerus longicornis
Gonatocerus longicornis är en stekelart som beskrevs av Christian Gottfried Daniel Nees von Esenbeck 1834. Gonatocerus longicornis ingår i släktet Gonatocerus och familjen dvärgsteklar. Arten är reproducerande i Sverige. Inga underarter finns listade i Catalogue of Life.